# 米尔-埃里涅
米尔-埃里涅（法語：Mûrs-Erigné，法語發音：[myʁ eʁiɲe] ⓘ）是法国曼恩-卢瓦尔省的一个市镇，位于该省中部，属于昂热区。该市镇于1790-1794年间由原市镇米尔（Mûrs）和埃里涅（Erigné）合并而成。

## 地理
米尔-埃里涅（47°23'55"N, 0°32'14"W）面积17.29 平方千米，位于法国卢瓦尔河地区大区曼恩-卢瓦尔省，该省份为法国西部内陆省份，北起顺时针与马耶讷省、萨尔特省、安德尔-卢瓦尔省、维埃纳省、德塞夫勒省、旺代省、大西洋卢瓦尔省和伊勒-维莱讷省接壤。
与米尔-埃里涅接壤的市镇（或旧市镇、城区）包括：卢埃河畔莫泽、莱蓬德塞、卢瓦尔河畔圣热姆、圣让德拉克鲁瓦、欧邦斯河畔圣默莱纳、欧邦斯河畔苏莱讷。

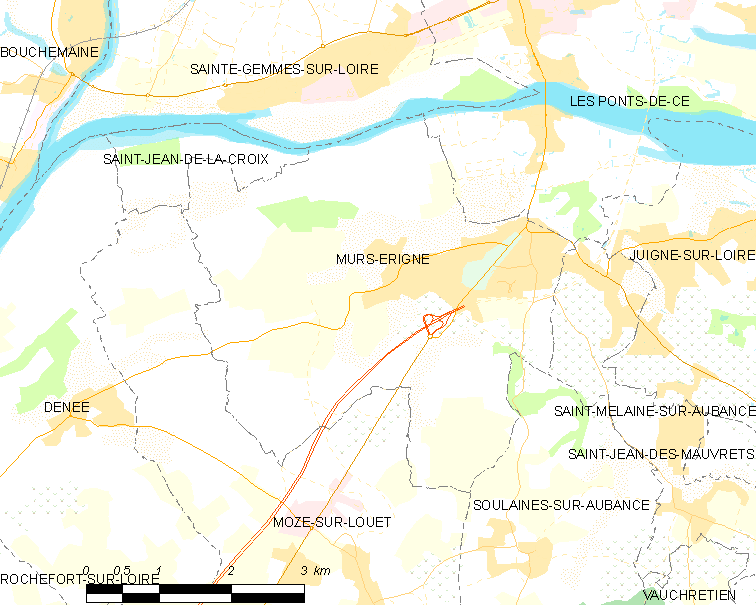
米尔-埃里涅的OSM定位图

米尔-埃里涅的时区为UTC+01:00、UTC+02:00（夏令时）。

## 行政
米尔-埃里涅的邮政编码为49610，INSEE市镇编码为49223。

## 政治
米尔-埃里涅所属的省级选区为莱蓬德塞县。

## 人口

1962-2008年间米尔-埃里涅人口变化图示

米尔-埃里涅于2022年1月1日时的人口数量为6172人。